# Adrian Dantley
Adrian Delano Dantley (* 28. Februar 1956 in Washington, D.C.) ist ein ehemaliger US-amerikanischer Basketballspieler. Von 1973 bis 1991 war er in der NBA, unter anderem für die Los Angeles Lakers, Utah Jazz, Detroit Pistons und Dallas Mavericks aktiv. 2008 wurde der 1,96 Meter große Flügelspieler in die Naismith Memorial Basketball Hall of Fame gewählt.

## Karriere
In seiner Jugend war Adrian Dantley ein Star-Collegespieler der „Fighting Irish“ der Notre-Dame-Universität in Indiana und brach mehrere Punkterekorde. Gemeinsam mit dem US-Team holte er die Goldmedaille in den Olympischen Spielen von Montreal.
Von den Braves an sechster Position der NBA Draft 1976 verpflichtet, erzielte Dantley auf Anhieb 20,3 Punkte pro Spiel, traf über 50 % seiner Würfe und wurde als Rookie des Jahres ins NBA All-Rookie Team berufen. Er wurde daraufhin allerdings für Billy Knight an die Indiana Pacers abgegeben, weil der Flügelspieler Knight von den Braves als noch talentierter erachtet wurde. Bei den Pacers blieb er ebenfalls nur ein halbes Jahr, ehe er zu den Los Angeles Lakers wechselte. Gemeinsam mit Kareem Abdul-Jabbar spielte Dantley ein weiteres halbes Jahr lang, ehe er zu den Utah Jazz ging. Bitter war für Dantley, dass Trainer Jerry West lange überlegte, ob er Dantley oder Teamkollegen Jamaal Wilkes abgeben sollte. Er behielt Wilkes, und Dantley verpasste die Chance, Teil des legendären Lakers-Teams um Magic Johnson zu werden, das fünf Mal NBA-Meister wurde.
Bei den Jazz etablierte sich Dantley von 1979 an als einer der wirkungsvollsten Punktesammler der Liga und hatte vier Saisons am Stück, in denen er mehr als 30 Punkte pro Spiel erzielte und zweimal bester Korbjäger wurde. Dantley empfand das Spiel bei den mittelmäßigen Jazz allerdings als frustrierend, kritisierte oft Trainer und Mitspieler und zeigte selten Führungsqualitäten. Im Jahre 1986 wechselte er zu den aufstrebenden Detroit Pistons, die für ihre harte Defensivarbeit bekannt waren und mit Isiah Thomas und Joe Dumars das gefährlichste Backcourt-Duo der NBA stellten. Somit verpasste Dantley die Chance, gemeinsam mit den jungen, damals noch unbekannten späteren NBA-Superstars Karl Malone und John Stockton mit den Jazz um Titel zu spielen.
Bei den Pistons erreichte Dantley in zwei Jahren das Eastern-Conference-Finale und die NBA Finals. Obwohl Dantleys statistische Ausbeute befriedigend war (er erzielte als dritte Option hinter Thomas und Dumars noch 20 Punkte pro Spiel), galt er als zu eigensinnig und passte nicht in das körperbetonte Spiel der Pistons. Auf Anraten von Thomas wurde Dantley schließlich für Mark Aguirre zu den Dallas Mavericks transferiert. Dantley war so schockiert, dass er beim ersten Spiel der Mavericks gegen die Pistons zu Thomas ging und sagte: „Ich werde dir niemals verzeihen, was du mir angetan hast.“ Die Pistons gewannen in den Jahren darauf 1989 und 1990 zweimal die NBA-Meisterschaft. Wie bei den Lakers wurde Dantley somit just abgegeben, als das Team erfolgreich wurde. Im letzten Jahr seiner Karriere wechselte er zu den Milwaukee Bucks und beendete anschließend im Alter von 35 seine NBA-Laufbahn. Mit 23.177 Punkten (24,3 Punkte pro Spiel) war er zu jenem Zeitpunkt neuntbester NBA-Korbjäger der Liga-Geschichte. Danach spielte er noch ein Jahr in Italien, ehe er seine Karriere im Jahr 1992 endgültig beendete.
Nach seinem Karriereende arbeitete Dantley acht Jahre als Assistenztrainer bei den Denver Nuggets.

## Auszeichnungen
Obwohl Dantley als ewiger Pechvogel galt, der immer im falschen Moment in den falschen Teams spielte, wurde er nach seiner Karriere diverse Male geehrt. Als Dank für seine Dienste erklärten die Utah Jazz, dass Dantleys Trikotnummer 4 nicht mehr vergeben wird. Im Jahr 2008 wurde Dantley in die Basketball Hall of Fame aufgenommen.